# Ce que savait Maisie
« What Maisie Knew » redirige ici. Pour le film, voir What Maisie Knew (film).
Ce que savait Maisie (What Maisie Knew) est un roman américain de Henry James, paru en 1896 en feuilleton et en 1897 en volume. 
Une première version de ce texte qualifié de novelette est parue dans The Chap-Book à la fin de l'année 1896, puis repris et modifié pour paraître dans The New Review (1897) avant d'être publié sous forme de volume la même année, d'abord chez William Heinemann à Londres en septembre puis chez Herbert S. Stone, éditeur à Chicago, en octobre.
Le roman est traduit en français par Marguerite Yourcenar en 1947.

## Résumé
La petite Maisie naît dans une famille désunie. Beale et Ida Farange ne s'aiment pas, chacun établissant des relations adultères avec plus ou moins de sans-gêne. Bientôt, le divorce devient inévitable. Le jugement de la cour établit le partage de la garde de l'enfant qui devient d'abord un enjeu que le père et la mère revendiquent tour à tour de façon opiniâtre.  
Mais quand Beale Farange épouse Miss Overmore, longtemps gouvernante de Maisie, et que Ida séduit Sir Claude, un homme séduisant, mais d'une faiblesse morale affligeante, l'enfant devient une charge dont chacun cherche à se prémunir. Parmi tous ces êtres égoïstes, une gouvernante de Maisie, Mrs. Wix — parfois écartée parce que trop intransigeante dans sa volonté d'imposer aux frivoles parents le bien-être de l'enfant — devient le seul espoir pour l'enfant de connaître une existence plus stable, une fois Maisie en âge de prendre des décisions.

## Commentaire
Toute l'action du livre est perçue au travers des yeux de la petite Maisie, qui va devenir instrument de ses parents et des adultes qui l'entourent. La petite Maisie grandit, ballotée d'un parent à l'autre, d'une situation à l'autre. Tantôt instrument, tantôt gêne, elle devient spectatrice des égoïstes passions humaines.

## Adaptations
Au cinéma
2012 : What Maisie Knew, film américain de Scott McGehee et David Siegel, avec Julianne Moore
À la télévision
1995 : Ce que savait Maisie, téléfilm français d'Édouard Molinaro, avec Evelyne Bouix, Stéphane Freiss et Catherine Samie